# Mieczysław Ryba
Mieczysław Stanisław Ryba (ur. 14 stycznia 1969 w Bieczu) – polski historyk, nauczyciel akademicki i samorządowiec, profesor nauk humanistycznych, profesor Katolickiego Uniwersytetu Lubelskiego Jana Pawła II, członek Kolegium IPN, od 2024 przewodniczący Sejmiku Województwa Lubelskiego.

## Życiorys
Ukończył w 1994 studia w Katolickim Uniwersytecie Lubelskim, pisząc pracę u Ryszarda Bendera pt. Myśl społeczno-polityczna Stanisława Grabskiego w okresie międzywojennym. W czasie studiów był prezesem Akademickiego Klubu Myśli Społeczno-Politycznej „Vade Mecum”. W 1998 uzyskał stopień naukowy doktora, habilitował się w 2008. W 2024 otrzymał tytuł profesora nauk humanistycznych w dyscyplinie historia.
Objął stanowisko kierownika Katedry Historii Systemów Politycznych XIX i XX w. Instytutu Historii KUL, został też wykładowcą w Wyższej Szkole Kultury Społecznej i Medialnej w Toruniu. Został publicystą m.in. Radia Maryja i Telewizji Trwam (audycja Myśląc Ojczyzna), „Naszego Dziennika” i „Myśli.pl”. Współpracownik Instytutu Edukacji Narodowej, w 2005 objął funkcję redaktora naczelnego „Zeszytów Społecznych KIK”. W 2011 objął funkcję prezesa Klubu Inteligencji Katolickiej w Lublinie. W 2015 został honorowym członkiem Stowarzyszenia Studenci dla Rzeczypospolitej.
Zaangażował się w działalność polityczną w ramach środowiska skupionego wokół Tadeusza Rydzyka i Radia Maryja. W wyborach samorządowych w 1998 bez powodzenia ubiegał się o mandat radnego sejmiku lubelskiego z listy komitetu Rodzina Polska. W latach 2002–2006 zasiadał z listy komitetu „Prawo i Rodzina” w lubelskiej radzie miejskiej. W 2007 z ramienia Ligi Polskich Rodzin został powołany w skład Kolegium Instytutu Pamięci Narodowej, w którym zasiadał do 2011. W 2010 ponownie uzyskał mandat radnego Lublina. Startował z listy Prawa i Sprawiedliwości jako kandydat Prawicy Rzeczypospolitej. W 2014 utrzymał mandat radnego na kolejną kadencję. W wyborach samorządowych w 2018 był kandydatem z listy PiS do Sejmiku Województwa Lubelskiego, uzyskując w głosowaniu mandat radnego województwa VI kadencji. Wybrano go następnie na wiceprzewodniczącego sejmiku.
W czerwcu 2020 minister kultury i dziedzictwa narodowego Piotr Gliński powołał go w skład Rady Programowej Instytutu Dziedzictwa Myśli Narodowej im. Romana Dmowskiego i Ignacego Jana Paderewskiego. Natomiast w listopadzie tego samego roku został powołany przez ministra Przemysława Czarnka na członka zespołu doradczego ds. rozwoju szkolnictwa wyższego i nauki w Ministerstwie Nauki i Szkolnictwa Wyższego. W maju 2022 powołany w skład Rady Narodowego Programu Rozwoju Humanistyki.
W styczniu 2022 wybrany przez Sejm do Kolegium IPN, w którym zastąpił Sławomira Cenckiewicza. W czerwcu 2023 wybrany w skład tego gremium na kolejną kadencję. W 2024 ponownie uzyskał mandat radnego sejmiku. W maju tego samego roku radni wybrali go na funkcję przewodniczącego tej instytucji.
Wszedł w skład komitetu wspierającego kandydaturę Karola Nawrockiego na prezydenta RP w wyborach w 2025.

## Odznaczenia
W 2015 prezydent RP Andrzej Duda, za wybitne zasługi w upowszechnianiu wiedzy o najnowszej historii Polski, za osiągnięcia w pracy naukowej i dydaktycznej, odznaczył go Krzyżem Kawalerskim Orderu Odrodzenia Polski.
W 2016 i 2021 powoływany w skład Kapituły Orderu Odrodzenia Polski na kolejne kadencje.
W 2023 otrzymał Złoty Medal „Zasłużony dla Nauki Polskiej Sapientia et Veritas”.

## Wybrane publikacje
- Naród a polityka. Myśl społeczno-polityczna twórców ruchu narodowego w okresie międzywojennym, 1999.
- Magistra vitae. Rozważania historyczne, 2004.
- Szkoła w okowach ideologii. Szkolna propaganda komunistyczna w latach 1944–1956, 2006.
- Środowiska i ugrupowania polityczne na Lubelszczyźnie 1914–1918, 2007.
- Rzeczpospolita Akademicka. Działalność młodzieży studenckiej na KUL-u w II Rzeczypospolitej (red. i wprowadzenie), 2010.
- Odkłamać wczoraj i dziś, 2014.